# Limnophora scotti
Limnophora scotti är en tvåvingeart som beskrevs av Fritz Isidore van Emden 1959. Limnophora scotti ingår i släktet Limnophora och familjen husflugor.
Artens utbredningsområde är Etiopien. Inga underarter finns listade i Catalogue of Life.